# 박영롱
박영롱(朴영롱, 1989년 1월 1일 ~ )은 대한민국의 바둑 기사이다.

## 약력
경기도 부천 출신으로 2008년 나이 제한 규정 때문에 한국기원 연구생에서 나와 제89회 전국체전 일반부에 충남 대표로 출전하여 동메달을 획득했다. 2009년 제2회 비씨카드배 64강 본선에 진출했으며, 2010년 제38기 하이원리조트배 명인전 통합예선 결승에 진출했으나 박영훈 기사에게 패배했다. 2010olleh KT배 본선 2라운드 진출했으며, 2010 바둑대상 아마기사상을 수상했다. 2011년 제130회 일반입단대회 8전 전승을 통해 입단했다. 2014년 2단을 거쳐 2015년 9월에 3단으로 승단하였다. 2017년 4단과 2020년 5단으로 각각 승단했다.